# قائمة العصور الزمنية
يُعرف تصنيف الماضي في فترات زمنية محددة من الزمن بالتحقيب. فيما يلي قائمة بأسماء الحقبات الزمنية كما عُرِّفَت في مجالات دراسية مختلفة. تتضمن نظم التصنيف الرئيسية التسلسل الزمني للانفجار العظيم (فترات زمنية في الانفجار العظيم وتطوّر الكون الشامل)، والمقياس الزمني الجيولوجي (الفترات الزمنية في تاريخ الأرض)، وعلم الإنسان الحيوي (الفترات الزمنية في أصل وتطور الإنسان) والتاريخ (التاريخ المكتوب).

## الحقب الزمنية البشرية
يمكن تقسيمها بشكلٍ موسّع إلى فترات ما قبل التاريخ (قبل بدء تسجيل التاريخ) وفترات تاريخية (عندما بدأ تسجيل الأحداث التاريخية).
في علم الآثار وعلم الإنسان، ينقسم عصر ما قبل التاريخ حول نظام العصور الثلاث. تتضمن القائمة استخدام نظام العصور الثلاث إضافة إلى عددٍ من التسميات المختلفة للإشارة إلى العصور الفرعية.
تختلف تواريخ كل عصر حسب المنطقة. حسب المقياس الزمني الجيولوجي، بدأ عصر هولوسين في نهاية العصر الجليدي الأخير (حوالي 10,000 قبل الميلاد)، ويستمر حتى الآن. أما بداية الميزوليثيك فتعتبر مطابقة لبداية عصر الهولوسين

### الفترات العامة
- عصر ما قبل التاريخ – الفترة بين أول الأدوات الحجرية منذ 3,3 مليون سنة، وأختراع الكتابة c. منذ 5,300 سنة
  - عصر حجري – رغم وجود عدة سلالات من البشر في العصر الحجرى القديم والمتوسط ألا أن بحلول العصر الحجرى الحديث لم يبقى ألاإنسان عاقل حديث تشريحيا .
    - العصر الحجري القديم أقدم فترة من العصر الحجرى.
    - العصر الحجري المتوسط فترة تطور الأنسان بين العصر الحجرى القديم و العصر الحجرى الحديث.
    - العصر الحجري الحديث – فترة التطورات البدائية التكنولوجية والأجتماعية , بدأت من 10,200 سنة قبل الميلاد في الشرق الأوسط ثم انتشرت لباقى العالم.
    - العصر النحاسي (or "Eneolithic", "Copper Age") – this period was still largely Neolithic in character, where early نحاس metallurgy appeared alongside the use of stone tools.

  - عصر برونزي – is not part of prehistory for all regions and civilizations who had adopted or developed a writing system.
  - عصر حديدي – is not part of prehistory for all civilizations who had introduced written records during the Bronze Age.
- تاريخ قديم – Aggregate of past events from the beginning of recorded human history and extending as far as the Early Middle Ages or the Postclassical Era. The span of التاريخ المسجل is roughly 5,300 years, beginning with Sumerian Cuneiform script, the oldest discovered form of coherent writing from the protoliterate period around the 3rd millennia BCE.
  - فجر التاريخ – Period between prehistory and history, during which a culture or civilization has not yet developed writing but other cultures have already noted its existence in their own writings.
  - العصور كلاسيكية قديمة – تعريف عام بالفترة التي ظهرت فيها حضارات البحر المتوسط المتداخلة في اليونان القديمة وروما القديمة, المعروفون تجميعيا ب العالم اليوناني الروماني. أنها الفترة التي أزدهر فيها المجتمع اليونانى والروماني القديم وكان له نفوذ كبير في أوروبا وشمال افريقيا والشرق الأوسط.
- ما بعد التاريخ الكلاسيكى – Period of time that immediately followed ancient history. Depending on the continent, the era generally falls between the years CE 200–600 and CE 1200–1500. The major classical civilizations the era follows are مملكة هان (وانتهت في 220 م), و الإمبراطورية الرومانية الغربية (في 476 م), و إمبراطورية جوبتا (في 550s م), و الساسانيون (في 651 م).
  - العصور الوسطى'و تسمى أيضا' العصور المظلمة) – من القرن الخامس وحتى القرن الرابع عشر الميلادى وبدأت بأنهيار الأمبراطورية الرومانية الغربية عام 476 ميلادى و بأختلاف رواة التاريخ تحددت نهايتها ب فتح القسطنطينية في 1453, ملتحمة ب عصر النهضة وعصر الاستكشاف. و يمكن تقسيم هذه الفترة إلى عصور وسطى مبكرةو عصور وسطى متوسطة وأواخر العصور الوسطى.
- العصور الحديثة – ما بعد الحقبة الكلاسيكية
  - أوائل العصر الحديث – الحد الزمنى لهذه الفتؤة مفتوح للخلاف و بدأ من أواخر العصور الوسطى ( 1500 ميلادى), وحددها رواة التاريخ ب فتح القسطنطينية في 1453 وانتهت تقريبا وقت الثورة الفرنسية في 1789 و بداية عصر الثورات.
  - العصور الحديثة بدأت في حوالى منتصف القرن الثامن عشر الميلادى; من معالمها التاريخية المميزة الثورة الفرنسية، الثورة الأمريكية، الثورة الصناعية التباعد الكبير.
    - عصر الآلة (1880–1945)
      - عصر النفط (ما بعد 1901)
      - الحرب العالمية الأولى (1914–1918)
      - فترة ما بين الحربين العالميتين (1918–1939)
        - العشرينيات الصاخبة (1920–1929)
        - الكساد الكبير (1929–1939)

      - الحرب العالمية الثانية (1939–1945)

  - التاريخ المعاصر – التاريخ في الذاكرة الحية و يزاح مع الأجيال، والآن اتساع الأحداث التاريخية الذي بدأ من 1945 المرتبطة مباشرة العصر الحالى. يعرف بحركة فلسفة ما بعد الحداثة (فلسفة) الأتحاد السوفيتى و الولايات المتحدة، من 1973– وحتى الآن)
    - العقود و العصور
      - عقد 1940 (1940–1949)
      - عقد 1950 (1950–1959)
      - عقد 1960 (1960–1969)
      - عقد 1970 (1970–1979)
      - عقد 1980 (1980–1989)
      - عقد 1990 (1990–1999)
      - عقد 2000 (2000–2009)
      - عقد 2010 (2010–2019)

    - عصر الذرة (ما بعد 1945) و العصر النووى (1950–وحتى الآن) [2]
      - فترة ما بعد الحرب (1946–1962)
        - الحرب الباردة (الاتحاد السوفيتيو الولايات المتحدة، وحلفائهم 1945–1996)
          - الحرب الكورية (1950–1953)
          - حرب فيتنام (1955–1975)

    - عصر النفاث (1940s)
    - عصر الفضاء (ما بعد 1957)
    - عصر المعلومات (1970–present)
      - عصر الوسائط المتعددة - الملتيميديا- (1987–وحتى الآن)
      - العصر الأجتماعى (1996–وحتى الآن)
      - عصر المعلوماتية الضخمة (2001– وحتى الآن)

المرجع:

- -     - Contemporary Wars
      - الحرب على الإرهاب (2001–وحتى الآن)
      - الحرب في أفغانستان (2001–2014) (2001–2014)
      - حرب العراق (2003–2011)

### الفترات الأمريكية
- العصور الكلاسيكية وما بعد الكلاسيكية، أمريكا الوسطى (200–1519)
- المتوسط المبكر، الأفق الأوسط، المتوسط المتأخر، الأفق المتأخر (بيرو، 200–1534)
  - حضارة واري (حضارة)، تشيمو، حضارة تشينتشا، شعب تشانكا، تيواناكو، إنكا
- باروكية (عالم جديد، 1600–1750)
- الإمبراطورية الإسبانية (الأمريكيتان، القرن السادس عشر – عقد 1820)
- عصر إعادة الإعمار (الولايات المتحدة، 1865–1877)
- العصر المذهب (الولايات المتحدة، 1875–1900)
- العصر التقدمي (الولايات المتحدة، 1890s–1920s)
- عصر المعلومات (الولايات المتحدة، 1970–present)
  - عصر الحداثة
  - عصر ما بعد الحداثة

### جنوب شرق آسيا
- سريفيجايا (إندونيسيا، 3rd – 14th centuries), تارومانغارا (358–723)، سيلندرا (القرن الثامن والقرن التاسع)، مملكة سوندا (669–1579)، مملكة ماتارام (752–1045)، كيديري (1045–1221), سنغاساري (1222–1292)، إمبراطورية ماجاباهيت (1293–1500)
- تشينلا (كمبوديا، 630 – 802) وإمبراطورية الخمير (كمبوديا، 802–1432)
- لي داناستي السابق وتريو فيت فونغ، الهيمنة الصينية الثالثة (تاريخ فيتنام)، عائلة خوك، دوونغ دينه نغيه، كيو كونغ تيان، سلالة نغو، ثورة اللوردات 12، سلالة دينه، سلالة ليه السابقة، سلالة لي، أسرة تران، سلاسة هو، الهيمنة الصينية الرابعة (تاريخ فيتنام) (فيتنام، 544–1427)

### Philippines Periods
- الفلبين قبل التاريخ (c.10,000 BC – AD 1000)
- تاريخ الفلبين بين عامي 900 و1521 (c.1000 A.D.-900 A.D)[بحاجة لتوضيح]
- تاريخ الفلبين بين عامي 900 و1521 (c. AD 900–1500)
- الفلبين (1946–present)
- الفلبين (1972–1982)
- الفلبين (1986)
- الفلبين (1986–present)

### Homerlion Periods
- Homer dynasty (2100 BC – 1600 BC)
- Homerlion Dynasty (1600 BC – 1046 BC)
- X Homer Dynasty (1200 BC – 500 BC)
- Warring Homer battles (402 BC – 201 BC)
- سلالة تشين الحاكمة (221 BC – 206 BC)
- مملكة هان (206 BC – AD 220)
- السلالات الحاكمة الستة (AD 220 – 580)
  - الممالك الثلاث (220–265)
  - أسرة جين (265-420) (265–420)
  - السلالات الحاكمة الجنوبية والشمالية (420–580)
- مملكة سوي (580–618)
- سلالة تانغ الحاكمة (623–907)
- فترة الأسر الخمس والممالك العشر (907–960)
- سلالة سونغ الحاكمة (960–1279)
  - سلالة سونغ الحاكمة (960–1127), مملكة لياو (907–1115), شيا الغربية Dynasty (1038–1227)
  - سلالة سونغ الحاكمة (1127–1279), سلالة جين الحاكمة، شيا الغربية Dynasty (1038–1227)
- مملكة يوان (1271–1368)
- سلالة مينغ الحاكمة (1368–1644)
- سلالة تشينغ الحاكمة (1644–1912)
- جمهورية الصين (1912–1949) (1912–1949)
  - ثورة شينهاي (1911–1912)
  - عصر أمراء الحرب (1918–1927)
  - الحرب الأهلية الصينية (1927-1936/1946-1950)
  - الحرب اليابانية الصينية الثانية (1931–1945)

### Central Asia Periods
- شيونغنو (منغوليا, 220 BC – AD 200)
- خاقانية روران (Mongolia, منشوريا، شعب شيانبي, AD 330 – 555)
  - الممالك الستة عشر (Xianbei, ترك, 304 – 439)
- خاقانية الأويغور (Mongolia, Manchuria, التبت, 744 – 848)
- مملكة لياو (شعب الخيتان, 907 – 1125)
- إمبراطورية المغول (Mongolia, 1206 – 1380)
- سلالة تشينغ الحاكمة (Manchu China, 1692 – 1911)

### Egypt Periods
قالب:No information on rest of Africa
- المملكة المصرية القديمة (3000 BC – 2000 BC)
- المملكة المصرية الوسطى (2000 BC – 1300 BC)
- المملكة المصرية الحديثة (1550 BC – 1070 BC)
- المملكة البطلمية (305 BC – 30 BC)
- تاريخ مصر الرومانية (30 BC – 390 AD)
- العصر القبطي (300 AD – 900 AD)
- الدولة الفاطمية (909–1171)
- الدولة الأيوبية (1171–1250)
- الدولة المملوكية (1250–1517)
- إيالة مصر (1517–1867)
- الخديوية المصرية (1867–1914)

### الحقب الآوروبية
- عصر برونزي (حوالي.3000 ق م – حوالي.1050 ق م)
  - Early Aegean Civilisation (كريت، اليونان وشرق أدنى؛ حوالي.3000 ق م – حوالي.1050 ق م)[4]
- عصر حديدي (حوالي.1050 ق م – حوالي.500 م)
  - Greek expansion and colonisation (حوالي.1050 ق م – 776 ق م)
  - اليونان العتيقة (776 ق م – 480 ق م) – begins with the First Olympiad, traditionally dated 776 ق م
    - Archaic period (776 ق م – 612 ق م) – establishment of city states in Greece
    - Pre-classical period (612 ق م – 480 ق م) – the fall of نينوى to the second Persian invasion of Greece

  - كلاسيكية قديمة (480 ق م – 476 م)
    - عصر كلاسيكي (480 ق م – 399 ق م)
    - الإمبراطورية البيزنطية تحت حكم السلالة المقدونية (399 ق م – 323 ق م)
    - اليونان الهلنستية (323 ق م – 146 ق م)
    - الجمهورية الرومانية (147 ق م – 27 ق م)
    - عهد الزعامة (27 ق م – 284 م)
    - عصور قديمة متأخرة (284 م – 500 م)

  - عصر الهجرات (Europe, 300 م – 700 م)
- عصور وسطى (Europe, 476 – 1453)
  - الإمبراطورية البيزنطية (330–1453)
  - عصور وسطى مبكرة (Europe, 476 – 1066)
    - عصور مظلمة (Europe, 476 – 800)
    - عصر الفايكنج (إسكندنافيا, Europe, 793 – 1066)

  - عصور وسطى متوسطة (Europe, 1066 – حوالي.1300)
  - أواخر العصور الوسطى (Europe, حوالي.1300 – 1453)
  - عصر النهضة (Europe, حوالي.1300 – حوالي.1600)
- أوروبا الحديثة المبكرة (Europe, 1453 – 1789)
  - عصر الاستكشاف (or Exploration) (Europe, حوالي.1400 – 1770)
  - العصر الذهبي البولندي (Poland, 1507 – 1572)
  - العصر الذهبي للقراصنة 1650 – 1730
  - العصر الإليزابيثي (المملكة المتحدة، 1558 – 1603)
  - إصلاح بروتستانتي (Europe, 16th century)
  - كلاسيكية (Europe, 16th – 18th centuries)
  - Industrious Revolution, (Europe, 16th – 18th centuries)
  - العصر اليعقوبي (المملكة المتحدة، 1603 – 1625)
  - بطرس الأكبر (Russia, 1689 – 1725)
  - عصر التنوير (or Reason) (Europe, 18th century)
- القرن التاسع عشر الطويل (1789–1914)
  - العصر الجورجي (المملكة المتحدة، 1714 – 1830)
  - الثورة الصناعية (Europe, United States, elsewhere 18th and 19th centuries)
  - الحقبة استعمارية وإمبريالية الأوروبية.
  - رومانسية (فن) (1770–1850)
  - عصر نابليوني (1799–1815)
  - عصر فكتوري (المملكة المتحدة، 1837 – 1901); الإمبراطورية البريطانية, much of world, around the same time period.
  - العصر الإدواردي (المملكة المتحدة، 1901 – 1914)
- الحرب العالمية الأولى وبريطانيا ما بين الحربين والحرب العالمية الثانية (1914–1945)
- الحرب الباردة (1945–1991)
- ما بعد الحداثة (1991 – إلى الآن)

### India Periods
- حضارة وادي السند (2500 BC – 1300 BC)
- فترة فيدية (1500 BC – 500 BC)
  - ماهاجانابادا kingdoms
- الإمبراطورية الماورية (321 BC – 185 BC)
- إمبراطورية كوشان (185 BC – 220 AD), ساتافاهانا (230 BC – 220 AD),
- إمبراطورية جوبتا (320 AD – 535 AD)
- Vakatak Empire (300AD −650 AD)
- الممالك الهندية الوسطى (1 AD – 1279 AD)
  - إمبراطورية بالا (750–1174)
    - سلالة راشتراكوتا

  - سلالة سينا (1070–1230)
  - هويسالا (1026 –1343), سلالة كاكاتيا (1083–1323)
- الهند في العصور الوسطى (1206–1526)
  - إمبراطورية فيجاياناغارا (1336–1646), Gajapati Kingdom (1434–1541), مملكة رِدي (1325–1448)
- سلطنة مغول الهند (1526–1857)
- إمبراطورية ماراثا (1674–1818)
- الراج البريطاني (1858–1947)
- تاريخ جمهورية الهند (1947–present)

### اليابان
- فترة جومون (10,501 ق.م. – 400 ق.م.)
- فترة يايوي (450 ق.م. – 250 ميلادي)
- فترة كوفون (250–600)
- فترة أسوكا (643–710)
- فترة نارا (743–794)
- فترة هييآن (795–1185)
- فترة كاماكورا (1185–1333)
- فترة موروماتشي (1333–1573)[5]
- فترة أزوتشي-موموياما (1573–1603)
- شوغونية توكوغاوا (1603–1868)
- فترة مييجي (1868–1912)
- فترة تايشو (1912–1926)
- فترة شووا (1945–1989)
  - ما بعد احتلال اليابان (1952 – حتى الآن)
- فترة هيسي (1989–حتى الآن)

### الشرق الأوسط
- الشرق الأدنى القديم (سومر، 3100 ق.م. – 500 ق.م.)
  - عصر جمدة نصر (3100 ق.م. – 2900 ق.م.)
  - سومر (2900 ق.م. – 2270 ق.م.)
  - الإمبراطورية الأكدية (2270 ق.م. – 2083 ق.م.)
  - الجوتيون (2083 ق.م. – 2050 ق.م.)
  - سلالة أور الثالثة (2050 ق.م. – 1940 ق.م.)
  - السلالة البابلية الأولى (1830 ق.م. – 1531 ق.م.)، حيثيون (1800 ق.م. – 1178 ق.م.)
  - كيشيون (1531 ق.م. – 1135 ق.م.)، ميتاني (1500 ق.م. – 1300 ق.م.)
  - الإمبراطورية الآشورية الحديثة (934 ق.م. – 609 ق.م.)
  - الإمبراطورية البابلية الحديثة (626 ق.م. – 539 ق.م.)، ميديون (678 ق.م. – 549 ق.م.)
- الإمبراطورية الفارسيةs (550 ق.م. – 651 AD)
  - أخمينيون (550 ق.م. – 330 ق.م.)
  - غزو مقدونيا القديمة (330 ق.م. – 312 ق.م.)
  - سلوقيون (312 ق.م. – 63 ق.م.)
  - الإمبراطورية الفرثية (247 ق.م. – 224 AD)
  - ساسانيون (224 AD – 651 AD)
- العصر الإسلامي (القرن السابع– القرن الحادي والعشرين)
  - الخلافة الراشدة (632–661)
  - الدولة الأموية (661–750)
  - العصر الذهبي للإسلام (750–1300)
  - الدولة العباسية (750–1258)، الدولة الفاطمية (909–1171)
    - الدولة البويهية (934–1055)
    - بيت سلجوقي (1055–1171)
    - الدولة الأيوبية (1171–1341)
- الدولة العثمانية (1300–1923)، الدولة الصفوية (1501–1736)

## Mythological and astrological time periods
- العصر الفلكيs
  - العصر الفلكي
  - العصر الفلكي
  - العصر الفلكي
  - عصر الدلو
- ميثولوجيا إغريقية (See also: عصور الإنسان)
  - عصر ذهبي, self-sufficient
  - عصور الإنسان, self-indulgent
  - عصور الإنسان, warlike
  - Heroic Age  [لغات أخرى]‏, nobly aspirant
  - عصور الإنسان, violent
- أساطير الأزتيك
  - Nahui-Ocelotl, Destroyed by Jaguars
  - Nahui-Ehécatl, Destroyed by Hurricane
  - Nahuiquiahuitl, Destroyed by rain of Fire
  - Nahui-Atl, Destroyed by Flood
  - Nahui-Ollin, Destroyed by Earthquakes

## Marxian stages of history
The الماركسية في الاقتصاد of مادية تاريخية identifies five major distinct periods of history:

### Primitive communism
The First Stage: is usually called شيوعية أولية. It has the following characteristics.
- Shared property: there is no concept of ownership beyond individual possessions. All is shared by the tribe to ensure its survival.[بحاجة لمصدر]
- الصيد وجمع الثمار: tribal societies have yet to develop large scale agriculture and so their survival is a daily struggle.[بحاجة لمصدر]
- Proto-democracy: there is usually no concept of "leadership" yet. So tribes are led by the best warrior if there is war, the best diplomat if they have steady contact with other tribes and so forth.

### Slave society
The Second Stage: may be called عبودية, considered to be the beginning of "class society" where private property appears.
- طبقة اجتماعية: here the idea of class appears. There is always a slave-owning طبقة حاكمة and the slaves themselves.
- سيطرة الدولة: the state develops during this stage as a tool for the slave-owners to use and control the slaves.
- زراعة: people learn to cultivate plants and animals on a large enough scale to support large populations.
- ديمقراطية and سلطوية: these opposites develop at the same stage. Democracy arises first with the development of the republican city-state, followed by the totalitarian empire.
- ملكية شخصية: citizens now own more than personal property. Land ownership is especially important during a time of agricultural development.

### Feudalism
The Third Stage: may be called إقطاعية؛ it appears after slave society collapses. This was most obvious during the European عصور وسطى when society went from slavery to feudalism.
- أرستقراطية: the state is ruled by monarchs who inherit their positions, or at times marry or conquer their ways into leadership.
- ثيوقراطية: this is a time of largely religious rule. When there is only one religion in the land and its organizations affect all parts of daily life.
- لقب وراثي  [لغات أخرى]‏: طوائف إثنيةs can sometimes form and one's class is determined at birth with no form of advancement. This was the case with الهند.
- دولة قومية: nations are formed from the remnants of the fallen empires. Sometimes, they rebuild themselves into empires once more; this was the case with England's transition from a مقاطعة رومانية to an الإمبراطورية البريطانية.

### Capitalism
رأسمالية may be considered the Fourth Stage in the sequence. Marx pays special attention to this stage in human development. The bulk of his work is devoted to analysing the mechanisms of capitalism, which in western society classically arose "red in tooth and claw" from feudal society in a revolutionary movement. In capitalism, the profit motive rules and people, freed from serfdom, work for the capitalists for wages. The capitalist class are free to spread their laissez faire practices around the world. In the capitalist-controlled parliament, laws are made to protect wealth.
Capitalism appears after the bourgeois revolution when the capitalists (or their merchant predecessors) overthrow the feudal system, and it is categorized by the following:
- اقتصاد السوق: In capitalism, the entire economy is guided by market forces. Supporters of اقتصاد عدم التدخل economics argue that there should be little or no intervention from the government under capitalism. Marxists, however, such as Lenin in his Imperialism, the Highest Stage of Capitalism, argue that the capitalist government is a powerful instrument for the furtherance of capitalism and the capitalist nation-state, particularly in the conquest of markets abroad.
- ملكية خاصة: The وسائل الإنتاج are no longer in the hands of the monarchy and its nobles, but rather they are controlled by the capitalists. The capitalists control the means of production through commercial enterprises (such as مؤسسة تجاريةs) which aim to maximise profit.
- ديمقراطية تمثيلية: The capitalists tend to govern through an elected centralised parliament or congress, rather than under an autocracy. Capitalist (bourgeois) democracy, although it may be extended to the whole population, does not necessarily lead to اقتراع عمومي. Historically it has excluded (by force, segregation, legislation or other means) sections of the population such as women, slaves, ex-slaves, people of colour or those on low income. The government acts on behalf of, and is controlled by, the capitalists through various methods.
- أجر: In capitalism, workers are rewarded according to their contract with their employer. Power elites propagate the illusion that market forces mean wages converge to an equilibrium at which workers are paid for precisely the value of their services. In reality workers are paid less than the value of their productivity — the difference forming profit for the employer. In this sense all paid employment is exploitation and the worker is "alienated" from their work. Insofar as the profit-motive drives the market, it is impossible for workers to be paid for the full value of their labour, as all employers will act in the same manner.
- إمبريالية: Wealthy countries seek to dominate poorer countries in order to gain access to raw materials and to provide captive markets for finished products. This is done directly through war, the threat of war, or the export of capital. The capitalist's control over the state can play an essential part in the development of capitalism, to the extent the state directs warfare and other foreign intervention.
- مؤسسة ماليةs: مصرف (أموال)s and capital markets such as سوق الأوراق الماليةs direct unused capital to where it is needed. They reduce barriers to entry in all markets, especially to the poor; it is in this way that banks dramatically improve class mobility.
- احتكار: The natural, unrestrained market forces will create monopolies from the most successful commercial entities.

But according to Marx, capitalism, like slave society and feudalism, also has critical failings — inner contradictions which will lead to its downfall. The working class, to which the capitalist class gave birth in order to produce commodities and profits, is the "grave digger" of capitalism. The worker is not paid the full value of what he or she produces. The rest is surplus value — the capitalist's profit, which Marx calls the "unpaid labour of the working class." The capitalists are forced by competition to attempt to drive down the wages of the working class to increase their profits, and this creates conflict between the classes, and gives rise to the development of class consciousness in the working class. The working class, through trade union and other struggles, becomes conscious of itself as an exploited class. In the view of classical Marxism, the struggles of the working class against the attacks of the capitalist class will eventually lead the working class to establish its own collective control over production

### Socialism
After the working class gains class consciousness and mounts a revolution against the capitalists, نمط الإنتاج الاشتراكي, which may be considered the Fifth Stage, will be attained, if the workers are successful. ماركسية may be characterised as follows:
- مشاعات عامة: the وسائل الإنتاج are taken from the hands of a few capitalists and put in the hands of the workers. This translates into the democratic communes controlling the means of production.
- ديمقراطية سوفيتية: Marx, basing himself on a thorough study of الحرب الأهلية في فرنسا, believed that the workers would govern themselves through system of communes. He called this the ديكتاتورية البروليتاريا, which, overthrowing the dictatorship (governance) of capital, would democratically plan production and the resources of the planet.

Marx explained that, since socialism, the first stage of communism, would be "in every respect, economically, morally, and intellectually, still stamped with the birthmarks of the old society from whose womb it emerges", each worker would naturally expect to be awarded according to the amount of labor he contributes, despite the fact that each worker's ability and family circumstances would differ, so that the results would still be unequal at this stage, although fully supported by social provision.

## العصور الزمنية الجيولوجية
```
يغطّي 
مقياس الزمن الجيولوجي
 مدى وجود الأرض منذ حوالي 4600 مليون سنة خلت حتى وقتنا هذا. وحدات الزمن الجيولوجي (مرتبة تنازلياً) هي: إيونات eons، الدهر الجيولوجي eras، الفترات periods، والحقب epochs، والعصور ages. والوحدات الكرونوستراتيغرافية المرتبطة التي تقيس وقت الصخور هي "eonothems ،erathems، الأنظمة، السلاسل، المراحل.
```

الجدولان الزمنيان الثاني والثالث هما قسمان فرعيان من الجدول الزمني السابق لهما كما هو مشار له بعلامة النجمة. تقسم الدهور التحديثية أحياناً إلى العصر الرباعي والعصر الثالث، على الرغم من أن المصطلح الأخير لم يعد مستخدماً رسمياً.

## الفترات الزمنية الكونية

### 13.8 بليون سنة خلت: نظرية الانفجار العظيم(بدء الكون)
| الفترة الزمنية             | المدّة                                             | الوصف |
| -------------------------- | ------------------------------------------------- | --- |
| وحدات بلانك                | منذ البداية حتى 10−43 ثوانٍ بعد الانفجار العظيم    | المعلومات المعروفة قليلة جداً عن هذه الحقبة. تقترح نظريات مختلفة وجهات نظر مختلفة عن هذا الوقت بالذات.                   |
| عصر التوحيد الكبير         | بين 10−43 إلى 10−36 ثانية بعد الانفجار العظيم     | نتيجة توسع الكون والتبريد خلال فترة بلانك. توحّد كافة القوى الأساسية باستثناء الجاذبية.                                  |
| حقبة الكهروضعيفة           | بين 10−36 ثوانٍ إلى 10−12 ثوانٍ بعد الانفجار العظيم | الكون يبرد إلى 1028 درجة كلفن. القوى الأساسية تنقسم إلى تآثر قوي وتآثر كهروضعيف.                                        |
| حقبة التضخم                | بين 10−36 ثوانٍ إلى 10−32 ثوانٍ بعد الانفجار العظيم | شكل الكون يصبح مسطّحاً بسبب التضخم الكوني.                                                                                |
| حقبة الكوارك               | بين 10−12 ثوانٍ إلى 10−6 ثوانٍ بعد الانفجار العظيم  | التضخم الكوني انتهى. تواجد الكوارك في الكون عند هذه النقطة. تنقسم القوة الكهروضعيفة إلى قوة نووية ضعيفة وكهرومغناطيسية. |
| حقبة الهادرون              | بين 10−6 ثوانٍ إلى ثانية واحدة بعد الانفجار العظيم | الكون برد بما يكفي حتى يشكّل الكوارك النيوترونات والبروتونات والهادرون.                                                  |
| حقبة اللبتونات             | بين ثانية واحدة إلى 10 ثوانٍ بعد الانفجار العظيم   | معظم الهادرون ومضادات الهادرون تبيد بعضها البعض مخلّفةً ورائها اللبتون ومضادات اللبتون.                                   |
| حقبة الفوتون               | بين 10 ثوانٍ و 370,000 سنة بعد الانفجار العظيم     | معظم اللبتون ومضادات الليبتون تبيد بعضها البعض. يهيمن الفوتون على الكون.                                                |
| تخليق نووي                 | بين 3 دقائق و20 دقيقة بعد الانفجار العظيم         | بردت حرارة الكون بما يكفي للسماح بتشكُّل نواة الذرة من خلال الاندماج النووي                                               |
| إعادة الاندماج (علم الكون) | حوالي 377,000 سنة بعد الانفجار العظيم             | تشكّل ذرات الهيدروجين والهيليوم.                                                                                         |
| عودة التأين                | بين 150 مليوناً و1 بليون سنة بعد الانفجار العظيم   | أول نجم ونجم زائف تشكّل بسبب انهيار جاذبي.                                                                               |